# Tipos Psicológicos (livro)
Tipos Psicológicos (em alemão:  Psychologische Typen) é um livro de Carl Jung que foi originalmente publicado em alemão por Rascher Verlag em 1921, e traduzido para o inglês em 1923, tornando-se o volume 6 de The Collected Works of CG Jung.
No livro, Jung propõe quatro funções principais da consciência: duas funções de percepção ou não racionais (Sensação e Intuição) e duas funções de julgamento ou racionais (Pensamento e Sentimento). Essas funções são modificadas por dois tipos principais de atitude: extroversão e introversão.
Jung propõe que a função dominante, junto com a atitude dominante, caracteriza a consciência, enquanto seu oposto é reprimido e caracteriza o inconsciente. Com base nisso, os oito tipos psicológicos marcantes são: Sensação extrovertida / Sensação introvertida; Intuição extrovertida / intuição introvertida; Pensamento extrovertido / Pensamento introvertido; e Sentimento extrovertido / sentimento introvertido. Jung, como tal, descreve em detalhes os efeitos das tensões entre os complexos associados às funções de diferenciação dominante e inferior em tipos altamente e até extremamente unilaterais.

## Contexto histórico
O interesse de Jung pela tipologia surgiu de seu desejo de reconciliar as teorias de Sigmund Freud e Alfred Adler e de definir como sua própria perspectiva diferia da deles. Jung escreveu: "Ao tentar responder a essa pergunta, deparei com o problema dos tipos; pois é o tipo psicológico de uma pessoa que, desde o início, determina e limita o julgamento de uma pessoa".:207 Ele concluiu que a teoria de Freud era extrovertida e a de Adler, introvertida.:par. 91 Jung ficou convencido de que a acrimônia entre os campos Adleriano e Freudiano era devido a esta existência não reconhecida de diferentes atitudes psicológicas fundamentais, que levou Jung "a conceber as duas teorias controversas da neurose como manifestações de um antagonismo de tipo".:par. 64
A animosidade característica entre os adeptos dos dois pontos de vista surge do fato de que um dos pontos de vista envolve necessariamente uma desvalorização e depreciação do outro. Enquanto a diferença radical entre a psicologia do ego [de Adler] e a psicologia do instinto [de Freud] não for reconhecida, qualquer um dos lados deve naturalmente sustentar sua respectiva teoria como universalmente válida.:par. 88
Devido à natureza multifacetada da fantasia, as fantasias dos pacientes adlerianos e freudianos continham ampla evidência empírica para reforçar a crença inabalável de cada lado em suas respectivas teorias.
A tendência científica em ambos é reduzir tudo a seus próprios princípios, de onde procedem suas deduções. No caso das fantasias, esta operação é particularmente fácil de realizar porque ... elas ... expressam tendências puramente instintivas, bem como puras do ego. Quem adota o ponto de vista do instinto não terá dificuldade em descobrir neles a "realização do desejo", o "desejo infantil", a "sexualidade reprimida". E o homem que adota o ponto de vista do ego pode, com a mesma facilidade, descobrir aqueles objetivos elementares relacionados com a segurança e a diferenciação do ego, uma vez que as fantasias são produtos mediadores entre o ego e os instintos. Consequentemente, eles contêm elementos de ambos os lados. A interpretação de qualquer um dos lados é sempre um tanto forçada e arbitrária, porque um lado está sempre suprimido.:par. 89
Cada lado pode demonstrar a verdade incorporada em sua teoria. No entanto, é apenas uma verdade parcial e geralmente não é válida porque exclui o princípio e a verdade incorporados no outro.
No entanto, uma verdade demonstrável em geral surge; mas é apenas uma verdade parcial que não pode reivindicar validade geral. Sua validade se estende apenas até o limite de seu princípio. Mas no domínio do outro princípio é inválido.:par. 89
Jung ainda usava as teorias de Adler e Freud, mas em circunstâncias restritas.
Essa descoberta [tipo-antagonismo] trouxe consigo a necessidade de superar a oposição e criar uma teoria que fizesse justiça não apenas a um ou outro lado, mas a ambos igualmente. Para tanto, é essencial uma crítica a ambas as teorias mencionadas. Ambos estão dolorosamente inclinados a reduzir ideais exagerados, atitudes heroicas, nobreza de sentimento, convicções profundas a alguma realidade banal, se aplicados a coisas como essas. De forma alguma deveriam ser assim aplicadas ... Nas mãos de um bom médico, de alguém que realmente conhece a alma humana ... ambas as teorias, quando aplicadas à parte realmente doente de uma alma, são cáusticas salutares, de grande ajuda nas dosagens medidas para o caso individual, mas nocivas e perigosas na mão que não sabe medir e pesar.:par. 65
As duas teorias da neurose não são teorias universais: são remédios cáusticos a serem aplicados, por assim dizer, localmente.:par. 66
Naturalmente, o médico deve estar familiarizado com os chamados "métodos". Mas ele deve evitar cair em qualquer abordagem específica e rotineira. Em geral, deve-se evitar suposições teóricas ... Em minhas análises, elas não desempenham nenhum papel. Sou muito assistemático por intenção. Precisamos de uma linguagem diferente para cada paciente. Em uma análise posso ser ouvido falando o dialeto adleriano, em outra o freudiano.:131